# Graeca sunt, non leguntur
La locuzione latina Graeca sunt, non leguntur - nota anche nella variante Graecum est, non legitur - si riscontra in numerosi manoscritti dell'età medievale. L'espressione, che letteralmente significa "è (scritto) in greco, non si legge", veniva inserita dagli amanuensi in sostituzione dei passi in lingua greca incontrati nel corso dell'opera di trascrizione. Essi infatti non conoscevano il greco (la cui tradizione si era persa in occidente) e, non essendo in grado di trascriverlo, si limitavano a segnalare la presenza nel testo di tali passi. Analogamente nel corso dell'insegnamento del diritto, quando nell'ambito dello studio del Corpus iuris civilis, nelle Novellae ci si trovava qualche testo in greco, le parti venivano omesse.